# Nucula turgida
Nucula turgida är en musselart. Nucula turgida ingår i släktet Nucula och familjen nötmusslor. Inga underarter finns listade i Catalogue of Life.